# Radczyck
Radczyck (biał. Радчыцк; ros. Радчицк) – wieś na Białorusi, w obwodzie brzeskim, w rejonie stolińskim, w sielsowiecie Radczyck.
Słownik geograficzny Królestwa Polskiego jako alternatywnie używane nazwy wymienia Radczyce i Radczysk.
Miejscowość jest siedzibą parafii prawosławnej; znajduje się tu cerkiew pw. Narodzenia Matki Bożej.

## Historia
W czasach carskich i w II Rzeczypospolitej do 18 kwietnia 1928 siedziba gminy Radczysk. W dwudziestoleciu międzywojennym leżał w Polsce, w województwie poleskim, w powiecie stolińskim. Po zniesieniu gminy Radczysk wieś weszła w skład w gminy Płotnica. W tym okresie w miejscowości mieścił się urząd pocztowy, telefon, młyn parowy, przystanek linii wąskotorowej Widzibór – Truszowo oraz posterunek Policji Państwowej.
Posterunkowy z posterunku Policji Państwowej w Radczycku Sylwester Kołodziejewski widnieje na liście ofiar zbrodni katyńskiej zamordowanych przez komunistów w Kalininie.
Po II wojnie światowej w granicach Związku Sowieckiego. Od 1991 w niepodległej Białorusi.